# خلور
خلور، روستایی در دهستان صحرای باغ بخش صحرای باغ شهرستان لارستان در استان فارس ایران است.

## خلوریهای مهاجر
تعداد زیادی از خلوری‌ها در دوران گذشته به کشورهای عربی حاشیهٔ خلیج فارس مهاجرت نموده‌اند که تعداد آن‌ها به حدود ۳۵۰۰ نفر می‌رسد و در کشورهای: عربستان سعودی، کویت، قطر، بحرین، امارات متحده عربی سکونت دارند.
همچنین گروهی از خلوری‌ها نیز در منطقه گوده و شیبکوه سکونت دارند که سال‌ها پیش به این مناطق رفته‌اند و تا امروز به «خلوری» معروف هستند.

## پیشینه
روستای خلور یکی از روستاهای قدیمی صحرای باغ به‌شمار می‌آید چون نام خلور نامی است باستانی، و تاریخ این روستا به دوران پیش از اسلام بر می‌گردد، روستا در کنار دره‌ای پهناور قرار دارد که پر از درخت کُنار، کُور و سمر، سَلَم است.
ساکنین قدیمی خلور مردمان اصلی این روستا هستند که از دوران بسیار دور در این روستا می‌زیسته‌اند، عده‌ای نیز از قلات کنکوش به این ده آمده‌اند.

## سادات خلور
سادات خلوری از نسل (سید کامل پیر) می‌باشند در حدود قرن هشتم هجری قمری در خلور سکونت گزیده‌اند.
با آمدن سادات و قدرت یافتن ایشان در روستای خلور بعضی از ساکنان پیشین روستا که از طایفه چود بودند خلور را ترک نموده و متواری شدند، قسمتی از آن‌ها به لار رفتند و قسمتی نیز به نقاط دیگر رفتند.
آنهایی که به لار رفتند در زمان سید عبدالحسین لاری تحت رعایت ایشان قرار گرفتند و برای همیشه در شهر لار ساکن شدند. این گروه هنوز به «خلوری‌های لار» ویا «لاری‌های خلوری» معروف هستند.
روستای خلور در چهار کیلومتری شمال رو ستای دشتی و جنوب کوه گراش واقع می‌باشد.

## امکانات رفاهی و آموزشی

### درمانگاه
در این درمانگاه که از روستاهای همجوار نیز برای درمان مراجعه میکنند، خدماتی از قبیل تجویز پزشک عمومی و دندان پزشکی و همچنین خانه بهداشت صورت میگیرد.

### مدرسه
این مکان آموزشی شش کلاسه با امکانات رفاهی و آموزشی در نزدیکی درمانگاه میزبان  دانش آموزان میباشد که پیشینه ای بسیار دارد.

### مسجد
در این روستا دو مسجد وجود دارد ، مسجد جامع خلور که در مرکز این روستا قرار دارد و همچنین مسجدی دیگر که در شهرک خلور به نام مسجدالنبی خلور واقع شده که تمامی هزینه ها و خدمات این مساجد بر عهده خیرین می باشد.

### سالن اجتماعات
سالن واقع در کنار پارک خلور که میزبان مراسات مختلف مذهبی، فرهنگی، آموزشی و همچنین عروسی ها و مجالس میباشد که این سالن یکی ار مجهزترین سالن های بخش صحرای باغ نیز هست.

### پارک
این پارک ، جنب جاده اصلی در خروجی روستا به سمت روستای ده میان واقع شده ، که امکانات تفریحی و ورزشی و همینطور مناسب برای مسافرین می باشد.

## استادیوم ورزشی
استادیوم ورزشی مزین به نام سادات خلور که دارای یک زمین فوتسال و والیبال بتنی و همچنین یک زمین فوتبال خاکی می باشد.

## جمعیت
بر پایه سرشماری عمومی نفوس و مسکن در سال ۱۳۹۵، جمعیت این روستا برابر با ۴۹۵ نفر (۱۲۷ خانوار) بوده است.